# Fuhrbach
Fuhrbach is een dorp in de Duitse gemeente Duderstadt in de deelstaat Nedersaksen. In 1973 werd het dorp bij Duderstadt gevoegd.
Het traditionele boerendorp ligt op de voormalige grens met de DDR, 6 km ten noordoosten van Duderstadt.
Esplingerode wordt voor het eerst vermeld in een oorkonde uit 1124. Het dorp was vanaf het midden van de 15e eeuw een van Duderstadts elf raadsdorpen, die direct vanuit de stad bestuurd werden.  De Sint-Pancratiuskerk in het dorp is gebouwd in 1876 en heeft meerdere voorgangers gehad, waarvan de eerste gereed kwam in 1379.